# 2018年平昌オリンピックのマダガスカル選手団
2018年平昌オリンピックのマダガスカル選手団（2018ねんピョンチャンオリンピックのマダガスカルせんしゅだん）は、2018年2月9日から25日まで大韓民国江原道平昌で開催された2018年平昌オリンピックのマダガスカル選手団の名簿、及びその競技結果。

## 選手団
- 人員: 選手 1人
- 開会式旗手: ミアリティアナ・クレール

## 種目別選手・スタッフ名簿及び成績

### アルペンスキー
| 選手                     | 種目       | 1回目     | 1回目 | 2回目     | 2回目 | 合計      | 合計 |
| 選手                     | 種目       | 結果      | 順位  | 結果      | 順位  | 結果      | 順位 |
| ------------------------ | ---------- | --------- | ----- | --------- | ----- | --------- | ---- |
| ミアリティアナ・クレール | 女子大回転 | 1分21秒82 | 55位  | 1分17秒18 | 42位  | 2分39秒00 | 48位 |
| ミアリティアナ・クレール | 女子回転   | 1分01秒24 | 53位  | 59秒03    | 48位  | 2分00秒27 | 47位 |